# Lista odcinków serialu Z Nation
Poniżej znajduje się lista odcinków serialu telewizyjnego Z Nation – emitowanego przez amerykańską stację telewizyjną  SyFy od 12 września 2014 roku do 28 grudnia 2018 roku. Powstało pięć serii, która łącznie składają się z 68 odcinków. W Polsce serial jest emitowany od 1 marca 2015 przez TV Puls
| Sezon | Sezon | Odcinki | Oryginalna emisja   | Oryginalna emisja | Oryginalna emisja | Oryginalna emisja    | Oryginalna emisja |
| Sezon | Sezon | Odcinki | Premiera sezonu     | Finał sezonu      | Premiera sezonu   | Finał sezonu         |                   |
| ----- | ----- | ------- | ------------------- | ----------------- | ----------------- | -------------------- | ----------------- |
|       | 1     | 13      | 12 września 2014    | 5 grudnia 2014    | 1 marca 2015      | 12 kwietnia 2015     |                   |
|       | 2     | 15      | 11 września 2015    | 18 grudnia 2015   | 2 maja 2017       | 19 października 2017 |                   |
|       | 3     | 14      | 16 września 2016    | 16 grudnia 2016   | —                 | —                    |                   |
|       | 4     | 13      | 29 września 2017    | 15 grudnia 2017   | —                 | —                    |                   |
|       | 5     | 13      | 5 października 2018 | 28 grudnia 2018   | —                 | —                    |                   |

## Sezon 1 (2014)
| Nr | #  | Tytuł                     | Reżyseria         | Scenariusz                       | Premiera SyFy        | Premiera TV Puls |
| --- | -- | ------------------------- | ----------------- | -------------------------------- | -------------------- | ---------------- |
| 1 | 1  | Puppies and Kittens       | John Hyams        | Karl Schaefer                    | 12 września 2014     | 1 marca 2015     |
| Hammond i Murphy w drodze do Sleepy Hollow w stanie Nowy Jork docierają do obozu Blue Sky, gdzie ma czekać na nich transport lotniczy do laboratorium medycznego w Los Angeles. Citizen Z jako jedyny członek załogi arktycznej bazy NSA pozostaje przy życiu. Pozostali giną podczas nieudanej ewakuacji bazy. Obóz Blue Sky zostaje rozbity przez zombie. Kilka osób, którym udało się przeżyć, dołącza do Hammonda i Murphy'ego w drodze na lotnisko. Po drodze ginie Hammond - zostaje ugryziony przez niemowlaka zombie. Do grupy dołącza Cassandra i Tommy 10K. Wszyscy biorą na siebie misję dostarczenie Murphy'ego do laboratorium w Los Angeles. |    |                           |                   |                                  |                      |                  |
| 2 | 2  | Fracking Zombies          | John Hyams        | Michael Cassutt                  | 19 września 2014     | 1 marca 2015     |
| Grupa próbuje zdobyć paliwo na dalszą drogę w rafinerii Jersey Devil. Za pomocą pozytywki udaje im się zająć uwagę zombie. Pełna cysterna mogłaby zapewnić paliwo na całą podróż, ale zamknięty w samochodzie Murphy wpada w panikę i rujnuje plany. |    |                           |                   |                                  |                      |                  |
| 3 | 3  | Philly Feast              | Luis Prieto       | Karl Schaefer Eric Wallace       | 26 września 2014     | 8 marca 2015     |
| W drodze do Los Angeles grupa mija Philadelphię, gdzie spotykają kanibali. Wcześniej pojmali oni Cassandrę, której udało się uciec. Kobiety w tej grupie są prostytutkami, które wabią ofiary. Kanibale próbują ponownie porwać Cassandrę. |    |                           |                   |                                  |                      |                  |
| 4 | 4  | Full Metal Zombie         | Michael Robison   | Eric Bernt                       | 3 października 2014  | 8 marca 2015     |
| Citizen Z przekazuje grupie informację o możliwym transporcie lotniczym do Kalifornii. Generał McCandless w Virginii ma helikopter, którym mogliby polecieć. Po przybyciu na miejsce okazuje się, że generał ma urojenia, a helikopter nie nadaje się do lotu. |    |                           |                   |                                  |                      |                  |
| 5 | 5  | Home Sweet Zombie         | Luis Prieto       | Dan Merchant                     | 10 października 2014 | 15 marca 2015    |
| Grupa dociera do rodzinnego miasta Warren - Castle Point w stanie Missouri. Warren próbuje odnaleźć swojego męża, Antoine. W międzyczasie napotykają na tornado. |    |                           |                   |                                  |                      |                  |
| 6 | 6  | Resurrection Z            | John Hyams        | Jennifer Derwingson Craig Engler | 17 października 2014 | 15 marca 2015    |
| W Hannibal w stanie Missouri grupa spotyka Joe Williamsa - kolegę Garnetta. Joe dowodzi obozem, który próbuje przejąć Jacob - przywódca sekty kultu zmartwychwstania. Kilku członkom sekty udaje się przeniknąć do obozu. Popełniają samobójstwo i w ten sposób obóz zostaje przejęty przez zombie. Garnett ginie od strzału Jacoba, który próbuje zabić Murphy'ego. |    |                           |                   |                                  |                      |                  |
| 7 | 7  | Welcome to the Fu-Bar     | Abram Cox         | Jennifer Derwingson              | 24 października 2014 | 22 marca 2015    |
| Grupa dociera do Kansas, gdzie zatrzymuje się w małym miasteczku. W czasie kiedy odpoczywają przy barze, wielka horda zombie zbliża się do miasta. Mack i Addy podróżują na motocyklu i odłączają się od grupy. W miasteczku odbywa się konkurs strzelecki, gdzie do wygrania jest karabin Barrett M82. Konkurs wygrywa Tommy 10K, ale oddaje karabin dziewczynie, która zajęła drugie miejsce. Murphy, w przypływie instynktu zombie, gryzie człowieka w szyję. Ten umiera, ale nie zmienia się w zombie. |    |                           |                   |                                  |                      |                  |
| 8 | 8  | Zunami                    | John Hyams        | Dan Merchant                     | 31 października 2014 | 22 marca 2015    |
| Uciekając przed wściekłym stadem zombie, grupa dociera do Nebraski. Tam udaje im się przetrwać przemarsz stada. Murphy zdobywa wodę i jedzenie kosztem matki i dziecka czekających na powrót ojca. Citizen Z w swojej bazie zaniedbuje wymianę filtra powietrza i doznaje wizji z powodu braku tlenu. W jego urojeniach radziecki kosmonauta ląduje w kapsule ratunkowej niedaleko bazy i chce go udusić. Ostatkiem sił otwiera bramę, ratując siebie i psa. |    |                           |                   |                                  |                      |                  |
| 9 | 9  | Die, Zombie, Die... Again | Tim Andrew        | Dan Merchant, Karl Schaefer      | 7 listopada 2014     | 29 marca 2015    |
| Mack i Addy zastanawiają się czy odłączyć się od grupy. Mack ma serię koszmarów, w których nie udaje mu się uratować Addy od śmierci. Później okazuje się, że tak naprawdę to był sen Addy. Zdaje sobie sprawę, że nawiedzające ją wizje przedstawiają scenę, w której zabiła własną matkę na początku apokalipsy. |    |                           |                   |                                  |                      |                  |
| 10 | 10 | Going Nuclear             | Nick Lyon         | Craig Engler, Michael Cassutt    | 14 listopada 2014    | 29 marca 2015    |
| Uciekając przed stadem zombie grupa dociera do Południowej Dakoty, w pobliże reaktora atomowego. Awaria reaktora ma doprowadzić do stopienia rdzenia i katastrofy w ciągu 48 godzin. Mieszkańcom miasteczka, Homerowi i Amelii, nie udało się do tej pory zapobiec awarii. W kolejnej próbie ginie Homer. Amelia zgadza się zabrać Murphy'ego samolotem poza strefę skażenia na wypadek katastrofy ale samolot rozbija się kilka minut po starcie. W usunięciu awarii pomaga budowniczy reaktora, który ginie podczas zakończonej sukcesem akcji. Po wypadku samolotu Murphy dowiaduje się, że może wpływać na zachowanie pilotki-zombie.                  |    |                           |                   |                                  |                      |                  |
| 11 | 11 | Sisters of Mercy          | Rachel Goldenberg | Jennifer Derwingson              | 21 listopada 2014    | 5 kwietnia 2015  |
| Mack i Addy dołączają do grupy. Razem napotykają na obóz sióstr miłosierdzia. Na czele obozu stoi Helen, która pozwala wejść do środka tylko kobietom. Siostry miłosierdzia uważają, że mężczyźni to samo zło i zabijają ich przy pomocy niedźwiedzia zombie. Addy, namówiona przez Helen, decyduje się zostać w obozie. Pozostali ruszają w dalszą drogę. |    |                           |                   |                                  |                      |                  |
| 12 | 12 | Murphy's Law              | Tim Andrew        | Michael Cassutt                  | 28 listopada 2014    | 5 kwietnia 2015  |
| Murphy zostaje porwany przez trójkę złodziei. Chcą go wykorzystać do przejęcia ładunku w zajętej przez zombie fabryce leków. Murphy wykorzystuje swoje zdolności do panowania nad zombie, aby wydostać się z tarapatów. |    |                           |                   |                                  |                      |                  |
| 13 | 13 | Doctor of the Dead        | John Hyams        | John Hyams, Karl Schaefer        | 5 grudnia 2014       | 12 kwietnia 2015 |
| Kilka scen sprzed apokalipsy pokazuje w jaki sposób mogła wybuchnąć epidemia. Grupa kieruje się do Fort Collins, gdzie mają spotkać się z doktor Merch. Na miejscu okazuje się, że personel laboratorium nie żyje. W tym miejscu doszło do przeniesienia wirusa ze zwierząt na ludzi. Zamiast doktor Merch pojawia się człowiek z pre-apokaliptycznych scen i oznajmia, że zabiera Murphy'ego do Kalifornii. Odcinek kończy się kiedy Murphy uruchamia alarm i w kierunku laboratorium zostają wystrzelone ładunki jądrowe. Zniszczeniu ma też ulec baza NSA, w której rezyduje Citizen Z.                                                                 |    |                           |                   |                                  |                      |                  |

## Sezon 2 (2015)
| Nr | #  | Tytuł                                 | Reżyseria         | Scenariusz                     | Premiera SyFy        | Premiera TV Puls 2   |
| --- | -- | ------------------------------------- | ----------------- | ------------------------------ | -------------------- | -------------------- |
| 14 | 1  | The Murphy                            | John Hyams        | Karl Schaefer                  | 11 września 2015     | 2 maja 2017          |
| Podczas ucieczki przed opadem radioaktywny ekipa rozdziela się. Citizen Z walczy z zombie, ciągle ponawiając apel o dostarczenie Murphy'ego do laboratorium. Roberta, nie bez problemów, dołącza do Doca, 10K, Macka i Addy. Docierają do Cheyenne, gdzie spotykają Murphy'ego i Cassandrę. Okazuje się, że apel Citizena Z przynosi nie do końca przewidziany skutek - łowcy nagród polują na Murphy'ego. |    |                                       |                   |                                |                      |                      |
| 15 | 2  | White Light                           | John Hyams        | John Hyams                     | 18 września 2015     | 9 maja 2017          |
| Grupa kontynuuje zmagania z łowcami nagród. Wywiązuje się chaotyczna strzelanina, podczas której każde z nich ociera się o śmierć. Mack nie ma tyle szczęścia i zostaje ugryziony. Addy uśmierca go po przemianie w zombie. |    |                                       |                   |                                |                      |                      |
| 16 | 3  | Zombie Road                           | Dan Merchant      | Dan Merchant                   | 25 września 2015     | 16 maja 2017         |
| Po ucieczce z Cheyenne grupa napotyka konwój, którego lider zgadza się zabrać ich ze sobą. Niewiele później muszą stawić czoła blasterom - zmutowanym przez opad radioaktywny zombie. Grupa ostatecznie opuszcza konwój. Murphy po raz kolejny odłącza się i jedzie do laboratorium w Minneapolis. |    |                                       |                   |                                |                      |                      |
| 17 | 4  | Batch 47                              | Alexander Yellen  | Michael Cassutt                | 2 października 2015  | 23 maja 2017         |
| Murphy and Cassandra przybywają do szklarni, gdzie hodowane są hybrydy roślinno-zombie. Według szefa plantatorów wyhodowana została "odmiana 47", która ma leczyć zakażonych wirusem zombie. Ochotnicy próbują zdobyć próbki tej rośliny, ale fito-zombie nie dają za wygraną - nikt nie przeżył wyprawy do tej szklarni. Murphy'emu, dzięki swoim zdolnościom kontroli nad zombie, udaje się pobrać próbki. Testy jednak pokazują, że roślina wcale nie jest skuteczna w walce a wirusem. Citizen Z nadaje współrzędne laboratorium w Kalifornii. Addy odbiera transmisję, ale nie udaje jej się zanotować prawidłowych danych. Po opuszczeniu plantacji grupa napotyka dziewczynę, która jest w ciąży z dzieckiem Murphy'ego. |    |                                       |                   |                                |                      |                      |
| 18 | 5  | Zombaby!                              | Rachel Goldenberg | Jennifer Derwingson            | 9 października 2015  | 30 maja 2017         |
| Grupa dociera do wspólnoty Mennoitów gdzie Serena rodzi pół-zombie dziewczynkę. 10K i Addy zostają zarażenie wąglikiem. Z powodu niewystarczającej dla wszystkich ilości antybiotyku, Roberta postanawia okraść wspólnotę z leku. Wkrótce po narodzinach dziecka wspólnotę atakuje stado zombie. Serena nie przeżywa ataku. |    |                                       |                   |                                |                      |                      |
| 19 | 6  | Zombie Baby Daddy                     | Tim Cox           | Craig Engler                   | 16 października 2015 | 11 czerwca 2017      |
| Ekipa dociera do Springfield, gdzie walczą z kolejną falą zombie. Murphy boi się o córkę i odłącza się od grupy. Cassandra pilnuje aby nikt z pozostałych nie ruszył się z miejsca. Dochodzi do walki między Cassandrą a 10K. Vasquez chce zabić człowieka, który zamordował jego żonę i dzieci. |    |                                       |                   |                                |                      |                      |
| 20 | 7  | Down the Mississippi                  | John Hyams        | John Hyams                     | 23 października 2015 | 18 czerwca 2017      |
| W drodze do Mephis grupa podróżuje łodzią po Missisipi. Podczas walki z zombie dochodzi do rozłamu - 10K ląduje po drugiej stronie rzeki. Szukając reszty grupy, natrafia na dwójkę oszustów. Po serii nieporozumień w okolicznym miasteczku cała trójka zostaje skazana na śmierć przez powieszenie. Zostają uratowani w ostatniej chwili. |    |                                       |                   |                                |                      |                      |
| 21 | 8  | The Collector                         | Dan Merchant      | Dan Merchant                   | 30 października 2015 | 25 czerwca 2017      |
| Podczas postoju Murphy wpada w pułapkę zastawioną przez kolekcjonera zombie. Zostaje ogłuszony przez tajemniczą postać. Budzi się w muzeum, gdzie eksponatami są okazy zombie. Murphy okazuje się być najbardziej atrakcyjnym eksponatem. 10K razem z resztą grupy odbija Murhpy'ego z rąk szalonego kolekcjonera. |    |                                       |                   |                                |                      |                      |
| 22 | 9  | Rozwell                               | Jason McKee       | Craig Engler                   | 6 listopada 2015     | 2 lipca 2017         |
| 23 | 10 | We Were Nowhere Near the Grand Canyon | Juan A. Mas       | Eric Bernt                     | 13 listopada 2015    | 9 lipca 2017         |
| 24 | 11 | Corporate Retreat                     | Jodi Binstock     | Micho Rutare                   | 20 listopada 2015    | 21 września 2017     |
| 25 | 12 | Party With the Zeros                  | Abram Cox         | Lynelle White                  | 27 listopada 2015    | 27 września 2017     |
| 26 | 13 | Adiós, Muchachos                      | Abram Cox         | Jennifer Derwingson            | 4 grudnia 2015       | 5 października 2017  |
| 27 | 14 | Day One                               | Dan Merchant      | Michael Cassutt                | 11 grudnia 2015      | 12 października 2017 |
| 28 | 15 | All Good Things Must Come to an End   | John Hyams        | Karl Schaefer, Daniel Schaefer | 18 grudnia 2015      | 19 października 2017 |

## Sezon 3 (2016)
| Nr | #  | Tytuł                           | Reżyseria           | Scenariusz                     | Premiera SyFy        | Premiera TV Puls |
| -- | -- | ------------------------------- | ------------------- | ------------------------------ | -------------------- | ---------------- |
| 29 | 1  | No Mercy                        | Abram Cox           | Karl Schaefer, Daniel Schaefer | 16 września 2016     |                  |
| 30 | 2  | A New Mission                   | Dan Merchant        | Dan Merchant                   | 23 września 2016     |                  |
| 31 | 3  | Murphy's Miracle                | Alexander Yellen    | Michael Cassutt                | 30 września 2016     |                  |
| 32 | 4  | Escorpion and the Red Hand      | Jason McKee         | Steve Graham                   | 7 października 2016  |                  |
| 33 | 5  | Little Red and the Wolfz        | Juan A. Mas         | Jennifer Derwingson            | 14 października 2016 |                  |
| 34 | 6  | Doc Flew Over the Cuckoo's Nest | Dan Merchant        | Tye Lombardi                   | 21 października 2016 |                  |
| 35 | 7  | Welcome to Murphytown           | Dan Merchant        | Tye Lombardi                   | 28 października 2016 |                  |
| 36 | 8  | The Election                    | Jodi Binstock       | Jodi Binstock                  | 4 listopada 2016     |                  |
| 37 | 9  | Heart of Darkness               | Andrew Drazek       | Delondra Williams              | 11 listopada 2016    |                  |
| 38 | 10 | They Grow Up So Quickly         | Abram Cox           | Michael Cassutt                | 18 listopada 2016    |                  |
| 39 | 11 | Doc's Angels                    | Alexander Yellen    | Craig Engler                   | 25 listopada 2016    |                  |
| 40 | 12 | The Siege of Murphytown         | Dan Merchant        | Dan Merchant                   | 2 grudnia 2016       |                  |
| 42 | 13 | Duel                            | Jennifer Derwingson | Jennifer Derwingson            | 9 grudnia 2016       |                  |
| 43 | 14 | Everybody Dies in the End       | Abram Cox           | Abram Cox                      | 16 grudnia 2016      |                  |

## Sezon 4 (2017)
| Nr | #  | Tytuł                      | Reżyseria           | Scenariusz                     | Premiera SyFy        | Premiera TV Puls |
| -- | -- | -------------------------- | ------------------- | ------------------------------ | -------------------- | ---------------- |
| 44 | 1  | Warren's Dream             | Abram Cox           | Karl Schaefer                  | 29 września 2017     |                  |
| 45 | 2  | Escape from Zona           | Abram Cox           | John Hyams                     | 6 października 2017  |                  |
| 46 | 3  | The Vanishing              | Alexander Yellen    | John Hyams                     | 13 października 2017 |                  |
| 47 | 4  | A New Mission: Keep Moving | Keith Allan         | Delondra Williams              | 20 października 2017 |                  |
| 48 | 5  | The Unknowns               | J.D. McKee          | Craig Engler                   | 27 października 2017 |                  |
| 49 | 6  | Back From the Undead       | Alexander Yellen    | Michael Cassut                 | 3 listopada 2017     |                  |
| 50 | 7  | Warren's Wedding           | Steve Graham        | Steve Graham                   | 10 listopada 2017    |                  |
| 51 | 8  | Crisis of Faith            | Jennifer Derwingson | Jennifer Derwingson            | 17 listopada 2017    |                  |
| 52 | 9  | We Interrupt This Program  | Dan Merchant        | Dan Merchant                   | 24 listopada 2017    |                  |
| 53 | 10 | Frenemies                  | Juan A. Mas         | Abram Cox                      | 1 grudnia 2017       |                  |
| 54 | 11 | Return to Mercy Labs       | Jodi Binstock       | Jodi Binstock                  | 8 grudnia 2017       |                  |
| 55 | 12 | Mt. Weather                | Dan Merchant        | Craig Engler                   | 15 grudnia 2017      |                  |
| 56 | 13 | The Black Rainbow          | Abram Cox           | Karl Schaefer, Daniel Schaefer | 15 grudnia 2017      |                  |

## Sezon 5 (2018-2019)
| Nr | #  | Tytuł                       | Reżyseria           | Scenariusz          | Premiera SyFy        | Premiera TV Puls |
| -- | -- | --------------------------- | ------------------- | ------------------- | -------------------- | ---------------- |
| 57 | 1  | Welcome to the Newpocalypse | Abram Cox           | Karl Schaefer       | 5 października 2018  |                  |
| 58 | 2  | A New Life                  | Alexander Yellen    | Michael Cassutt     | 12 października 2018 |                  |
| 59 | 3  | Escape from Altura          | Alexander Yellen    | Dan Merchant        | 19 października 2018 |                  |
| 60 | 4  | Pacifica                    | Jodi Binstock       | Jodi Binstock       | 26 października 2018 |                  |
| 61 | 5  | Killing All The Books       | Juan Mas            | Jennifer Derwingson | 2 listopada 2018     |                  |
| 62 | 6  | Limbo                       | Dan Merchant        | Delondra Williams   | 9 listopada 2018     |                  |
| 63 | 7  | Doc's Stoned History        | Jared Briley        | Collin Redmond      | 16 listopada 2018    |                  |
| 64 | 8  | Heartland                   | Steve Graham        | Steve Graham        | 23 listopada 2018    |                  |
| 65 | 9  | Water Keepers               | Jennifer Derwingson | Jennifer Derwingson | 30 listopada 2018    |                  |
| 66 | 10 | State of Mine               | Stuart Acher        | Dan Merchant        | 7 grudnia 2018       |                  |
| 67 | 11 | Hackerville                 | J.D. McKee          | Michael Cassutt     | 14 grudnia 2018      |                  |
| 68 | 12 | At All Cost                 | Dan Merchant        | Dan Merchant        | 21 grudnia 2018      |                  |
| 69 | 13 | The End of Everything       | Alexander Yellen    | Karl Schaefer       | 28 grudnia 2018      |                  |